# Arno Wallaard Memorial 2012
L'Arno Wallaard Memorial 2012, ventinovesima edizione della corsa, si svolse il 21 aprile 2012 su un percorso con partenza e arrivo a Meerkerk. Fu vinto dall'olandese Dylan van Baarle della Rabobank davanti ai suoi connazionali Jesper Asselman e Daan Meijers.

## Ordine d'arrivo (Top 10)
| Pos. | Corridore         | Squadra                            | Tempo    |
| ---- | ----------------- | ---------------------------------- | -------- |
| 1    | Dylan van Baarle  | Rabobank                           | 4h23'08" |
| 2    | Jesper Asselman   | Raiko Stölting                     | a 6"     |
| 3    | Daan Meijers      |                                    | s.t.     |
| 4    | Justin Van Hoecke | Wallonie Bruxelles-Crédit Agricole | s.t.     |
| 5    | Jorne Carolus     |                                    | s.t.     |
| 6    | Danny van Poppel  | Rabobank                           | a 16"    |
| 7    | Niels Reynvoet    |                                    | s.t.     |
| 8    | Steve Schets      | Bofrost-Seria-Jong Vlaanderen      | s.t.     |
| 9    | Maarten Van Trijp |                                    | s.t.     |
| 10   | Michael Kurth     | Team Eddy Merckx-Indeland          | s.t.     |